# Eben-emaeli csata
A belga Eben-Emael erőd (hollandul: Fort Eben-Emael, franciául: Fort d’Ében-Émael) elleni légideszant-hadművelet a német és belga haderő közötti fegyveres konfliktus volt a második világháborúban, a nyugati hadjárat kezdetén.
A zárt erőd bevételéért folytatott csata 1940. május 10-11. között zajlott a nyugati hadjárat – azaz a német bevonulás a Benelux államokba és Franciaországba – részeként. Német ejtőernyős utászok egy támadó csoportjának az volt a feladata, hogy elfoglalják a belga Liège (németül: Lüttich) erődítménygyűrűjéhez tartozó Eben-Emael erődjét, melynek lövegei több, az Albert-csatornán átívelő fontos hidat is ellenőrzésük alatt tartottak. Ezeket a hidakat sértetlenül kellett kézre keríteni ahhoz, hogy a német haderőnek lehetővé tegyék a késedelem nélküli előrenyomulást Belgium és Franciaország irányába.
A légi deszantos csapatok egy része közvetlenül támadta meg az erődöt, hogy a benne lévő helyőrséget és tüzérséget kiiktassák. Ezzel egy időben további ejtőernyős harccsoportok törtek előre az Albert-csatornán átívelő három híd ellen. Az erődöt sikerült bevenniük, csakúgy, mint a három hidat, majd a belga ellentámadással szemben megvédeniük, amíg a német 18. hadsereg élei Aachen irányából meg nem érkeztek.
A harc a német csapatok döntő győzelmével végződött. Bár a légi deszantos csapatok súlyos veszteségeket szenvedtek el, sikerült tartaniuk a hidakat a német erők megérkezéséig. Az erőd kézre kerítése nagymértékben hozzájárult a nyugati hadjárat sikeréhez.

## Története

### A német támadási terv
A német hadműveleti stáb a felderítő repüléseknek köszönhetően (a képeket feltehetően olyan polgári repülőgépekről készítették, melyek az 1926 óta működő Köln-Párizs útvonalon repültek) számtalan információt szerzett az erődről. A támadás hagyományos eszközökkel lehetetlennek tűnt. A felderítés fotóin látszott, hogy az erőd majdhogynem semmilyen légvédelemmel nem rendelkezik, és a személyzet tagjai alkalmanként az erőd tetején fociznak. Ebből helyesen arra a következtetésre jutottak, hogy a terület nincs elaknásítva. A német támadási terv ezeken a felismeréseken alapult.

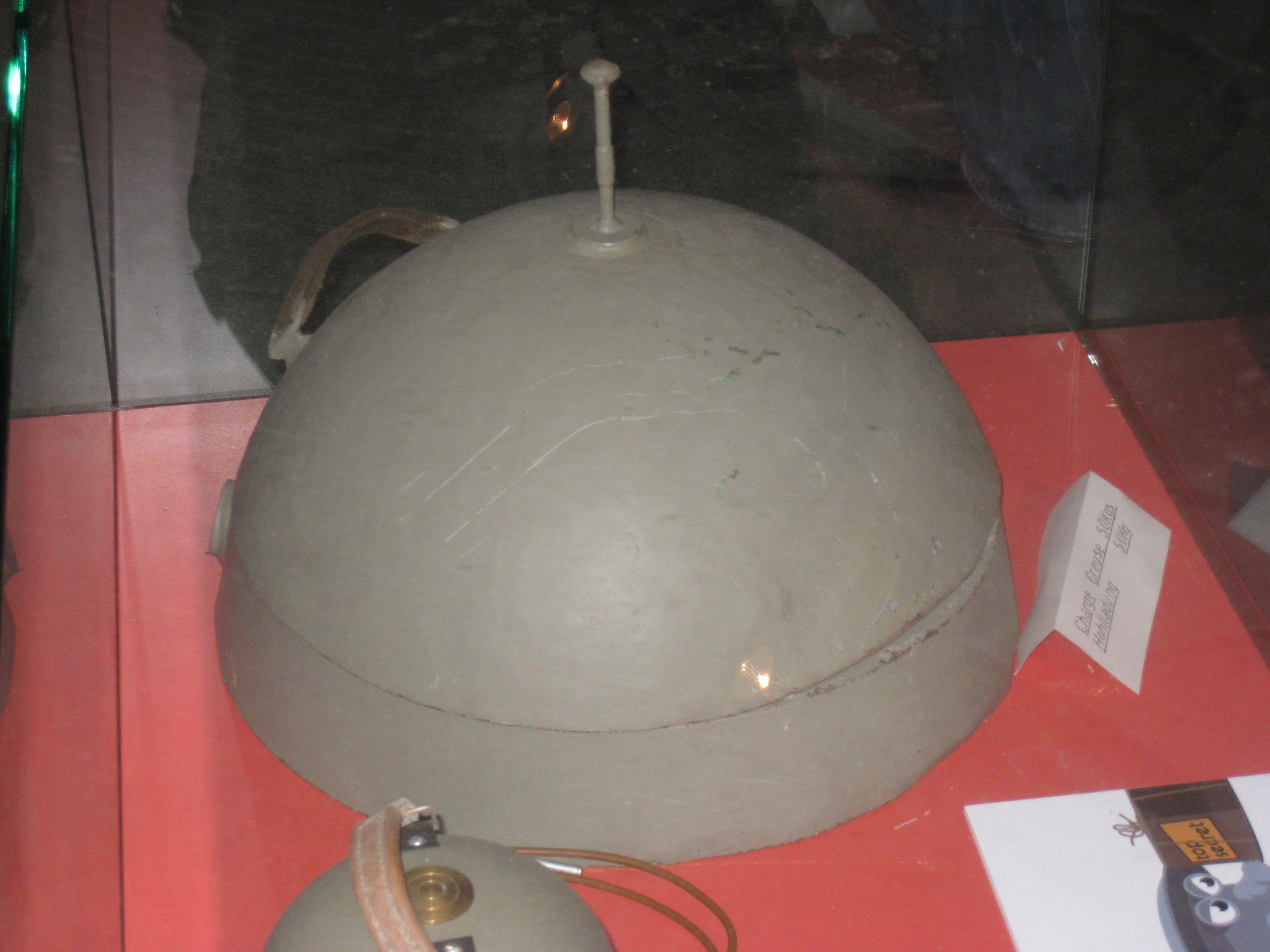
50 kg-os német kumulatív akna az Ében-Émael múzeumban

Az erőd bevételénél a történelemben először vetettek be kumulatív hatású tölteteket (Hohlladung) a páncélozott erődrészek ellen. Ezek közül a legnehezebb 50 kilogrammot nyomott. A töltetet közvetlenül a páncélra kellett tenni, és 45 másodperccel az időzített gyújtó aktiválása után gyulladt meg. Az ezután kifejlődő fémtüske 15 000 m/s sebességgel ütött át bármilyen páncélt. Mivel az akkori ejtőernyőkkel nem lehetett pontosan landolni, és az utásztechnikai eszközöket (különösen az kumulatív hatású tölteteket) is le kellett rakni, ezért az ejtőernyős megközelítés nem volt lehetséges. Ehelyett DFS 230 típusú teherszállító vitorlázó gépeket alkalmaztak, amelyeket vontatógépekkel (mint a Junkers Ju 52/3m-es szállítórepülő) még német terület fölött nagy magasságba felhúztak, ahol leoldották őket, majd a belga határtól Eben-Emaelig tartó 30 km-es utat szinte zajtalanul, siklórepülésben tették meg. Ott 1940. május 10-én, a reggeli szürkületben spirálozva landoltak az erőd tetején. Az erőd személyzetének néhány katonája, akik meglátták az egyik siklórepülőt, azt hitték róla, hogy egy vészhelyzetben lévő belga repülőgép, mert az Belgium irányából érkezett, miután megkerülte az erődöt. Ezzel egy időben kezdődött az általános német támadás Hollandia, Franciaország és Luxemburg ellen.
A feladat végrehajtásához a 82 főnyi ejtőernyősutász szakaszt (Gránit rohamcsoport: 1 főhadnagy, 2 őrmester, 22 altiszt, 57 közlegény) tizenegy darab, egyenként hét-nyolcfős rohamcsapatra osztották fel, akik géppisztolyokkal, karabélyokkal, pisztolyokkal, kézigránátokkal, lángszórókkal és robbanószerrel voltak felfegyverkezve. Vezetőjük Rudolf Witzig főhadnagy volt. A szakasz 11 teherszállító vitorlázógéppel szállt fel Köln-Ostheim repülőteréről (Ostheimi légi támaszpont). A vontatókötél, amely Witzig gépét húzta, útközben elszakadt, így az idő előtt landolt Aachennél, és egy másik gépnek is idő előtt kellett földet érnie. Witzig új vontatógépet szervezett magának, mellyel 8:30 körül tudott landolni az erőd tetején.
Ugyancsak vitorlázógépekkel támadták meg a vroenhoveni és veldwezelti hidakat is.

### Harci események

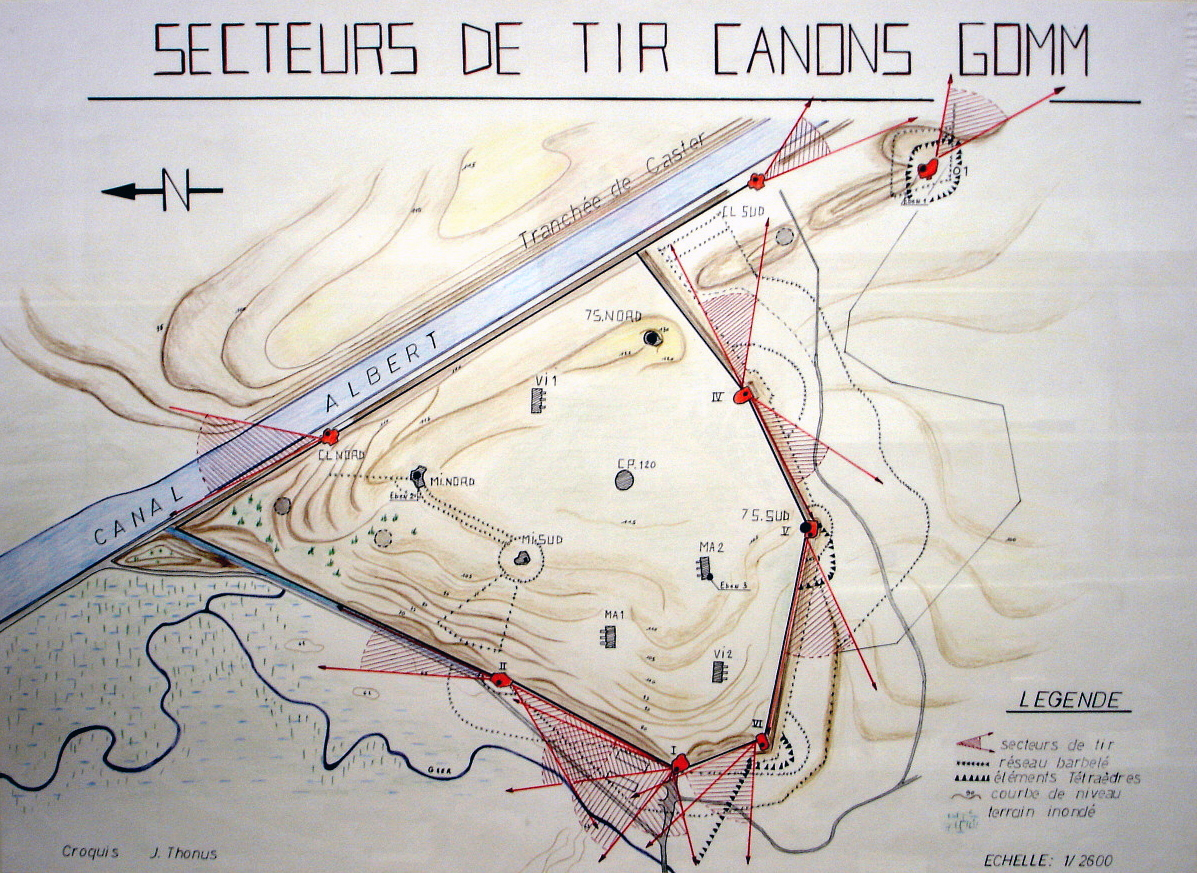
Az erőd lövegei által tűz alatt tartott területek

Az erődöt ugyan riadóztatták, de még nem volt ütközetre kész: a 13-as védmű még üres volt, a 31-esnek nem volt lőszere, a 12-es 7,5 cm-es ágyúi zsírral voltak bekenve, és a 24-es sem tudott rendelkezésre állni, mert a lőszeradagolója nem működött, illetve a gyújtásbeállító készülékének egyes részei hiányoztak.
5:25 körül, fél órával napfelkelte előtt (a pilóták a leszállási helyüket ekkor már kielégítően fel tudták ismerni) landolt a kilenc vitorlázógép az ejtőernyősutászokkal az erőd tetején. Hét landolt a célpontok közvetlen környékén, kettő az erőd északi végében, ahonnan az elején még nem tudtak beavatkozni a harcba. A földet érésnél négy gépfegyver lőtte őket, melyekből kettő hamarosan töltényelakadás miatt kiesett, míg a harmadikat az első leszálló gép döntötte fel, a negyediket pedig az azt otthagyó személyzete kapcsolta ki.
A landolás után tíz percen belül a hét rohamcsapat – mindegyik egy-egy földet ért kumulatív hatású töltettel – a 9. számút leszámítva az erőd összes tüzérségi pontját, továbbá a 29-es védmű légvédelmi gépfegyverét, a 30-as gyalogsági tömböt és a 10-es védmű szellőzőaknáját felrobbantotta. A 12-es és 18-as védművet az alapjáig lerombolták. A támadók néhány megfigyelőkupolát ködgránáttal szórtak meg, így az erődben csak nehezen lehetett látni, és a védők nem tudták átlátni az általános helyzetet.
Egy elgörbült szellőzőventillátor-lapát akkora lármát okozott, hogy a védők azt hitték, a támadók aláaknázzák a dombot, hogy felrobbantsák őket. Az kumulatív hatású töltetek hatalmas robbanásai, melyek az egész dombot megremegtették, szintén hozzájárultak ezen félelmükhöz.
A német támadók később többször megpróbáltak utat robbantani az erőd belsejébe, ez azonban részben csak az őket követő rohamutászok robbantócsoportjainak sikerült.
A németeknek sikerült az erődbe behatolniuk, miután a „Maastricht 1” nevű kazamatába egy lyukat robbantottak. A kazamata belga személyzete a robbanás következtében meghalt, az erőd védői erre az előre odakészített acélelemekkel és homokzsákokkal eltorlaszolták a kazamata bejáratát. Ezen 50–80 cm-es akadály mögött vettek fel a belga katonák védőállást, és várták, hogy az ellenség az elbarikádozott ajtókon keresztül betörjön.
Ez a taktika hibásnak bizonyult, mert így a németeknek elég idejük volt rá, hogy egy 50 kg-os kumulatív aknát az ajtóra erősítsenek, és az időzített gyújtóval felrobbantsák.
A töltet robbanásának ereje lerombolta a barikádot, és megölte az ajtók mögött elsáncolt belga katonákat. A folyosón klórmésszel töltött hordók vagy ládák álltak a vécék fertőtlenítéséhez, ezek a robbanás miatt szétdurrantak, belőlük gázok szabadultak fel. Ez szétterjedt a folyosókon, amire a belgák azt hitték, hogy a németek mérges gázt vetettek be.
Mindemellett a robbanás tönkretette a lövegtorony 20 m magas, acélszerkezetű lépcsőzetét, így a németek a tornyot többé nem tudták bejáratként használni. Ebből okulva a németek eltekintettek attól, hogy ezzel a módszerrel foglalják el a további tornyokat, hogy az erődöt a bevétele után tovább lehessen használni.
Mivel az erődparancsnokság számára ekkorra már világossá vált, hogy csak az erőd tetejének visszaszerzésével tudják megakadályozni a létesítmény elvesztését, ezért parancsot adtak a kitörésre. Ahhoz, hogy a tetőt visszavegyék, az erőd személyzetének lentről kellett előretörnie, mivel az fentről nem volt megközelíthető. Bár a védők tízszeres fölényben voltak, mégis túl kevés erőt vetettek be ahhoz, hogy a német katonákat az erőd tetejéről elűzzék. Ráadásul a németek ott jó védelmi pozíciót vettek fel, és tartani tudták állásaikat. A liége-i belga vezetés ugyancsak nem tudta döntő ellentámadásra rászánni magát.
A belga parancsnok és helyőrsége nem tudta megítélni, hogy mekkora erőkkel támadták meg az erődöt. Ehhez egy erős pszichikai nyomás is társult: a rázkódások miatt tartottak attól, hogy a létesítmény egyszer csak összeomlik. Akkoriban még a kumulatív töltetek és hatásuk teljesen ismeretlennek számítottak, ezért a személyzet számára rejtély volt, hogyan tudták a lövegeiket ilyen gyorsan kiiktatni.
Másnap reggel érkeztek meg a hadsereg szárazföldi felmentő csapatai az erődhöz. Elsőként, reggel 7 óra körül Portsteffen őrmester – az 51. utászzászlóaljból – küzdötte át magát az ellenség tüzében, egy gumicsónakban az Albert-csatornán az ejtőernyősökhöz. Néhány órán át kemény harcok folytak az erőd bejáratáért és a csatornáért.

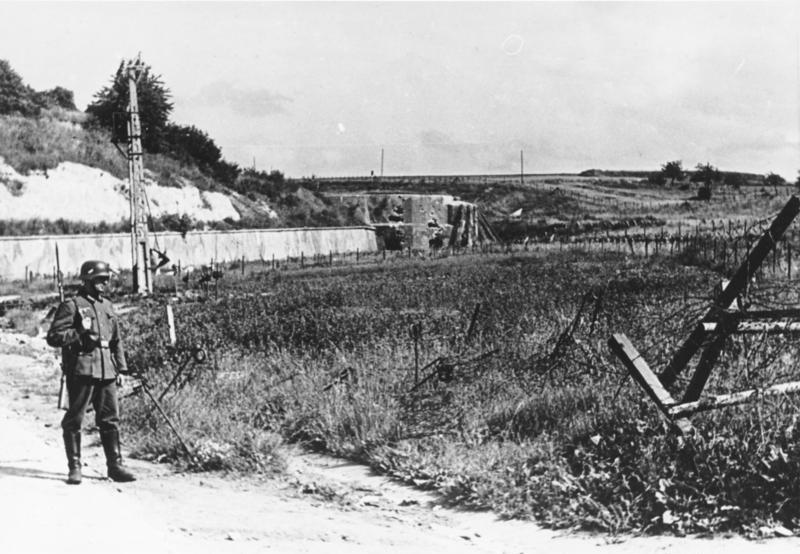
Német őrszem az elfoglalt erőd főbejáratánál

Az erődparancsnok, Jottrand őrnagy felkérte a belga vezérkart, hogy döntsék el, megadja magát vagy sem. A belga vezetés az őrnagyra bízta a döntést, aki végül május 11-én 11:30-kor kapitulált.
24 belga és hat német katona vesztette életét a harcokban, a többi belga katona pedig fogságba került. Őket más hadifoglyoktól szigorúan elkülönítve őrizték, nehogy információkat szivárogtassanak ki a vitorlázógépek és a kumulatív töltetek bevetéséről.
Idézet a Wehrmacht jelentéséből:
1940. május 11., szombat: (különleges jelentés) a lüttichi erődítmény legerősebb erődje, Eben-Emael, amely Maastrichtnál és attól nyugatra ellenőrzése alatt tartja a Maas és az Albert-csatorna átkelőit, szombat délután megadta magát. A parancsnok és 1000 ember került fogságba.
Az erődöt egy, Rudolf Witzig főhadnagy vezette speciális Luftwaffe osztag, új típusú robbanóanyag használatával már május 10-én harcképtelenné tette, és a helyőrséget elhallgattatta. Amikor a hadsereg egy, északról támadó kötelékének súlyos harcok után sikerült megteremtenie az összeköttetést Witzig osztagával, a személyzet letette a fegyvert.
1940. május 12., vasárnap: sikerült kierőszakolni az átkelést az Albert-csatornán Hasselt és Maastricht között. Eben-Emael erődje, Maastrichtól délre, Lüttich legerősebb sarokoszlopa, ahogyan a különleges jelentésből már ismert, német kézen van. A parancsnok és az 1000 fős személyzet megadta magát.

### Hatása a háború menetére
Eben-Emael gyors elvesztése pszichológiai szempontból sokként hatott a szövetségesekre, mert semmit sem tudtak a támadók módszereiről. A franciák hatalmas költségen megépített Maginot-vonalának katonai haszna az események tükrében megkérdőjeleződött.
A háború alatt a létesítményt gyakran mutatták meg szövetséges országok arra érdemes vendégeinek, de a németek a támadásnál használt módszereiket gondosan titokban tartották.
Hitler 1940. október 23-án, a francia–spanyol határon fekvő Hendaye-ban megtartott találkozójukon megpróbálta meggyőzni Franco spanyol diktátort, hogy Németország oldalán lépjen be a háborúba. Francónak a brit kézen lévő Gibraltárt kellett volna meglepetésszerűen elfoglalnia, amihez Hitler az Eben-Emaelnél sikert elérő katonáit ajánlotta fel. Franco azonban elutasította ezt, és Spanyolország a második világháború alatt végig semleges maradt.

### Eben-Emael napjainkban
Eben-Emael 1999 óta múzeumként működik, amelyet havonta egyszer, vasárnaponként lehet látogatni.
A kiszolgáló létesítmények szabadon megközelíthetők. Az erődért folytatott, olykor rendkívül heves harcok nyomai máig szembetűnők: az összes tönkretett ágyú és páncélrész még fellelhető.
Az erőd főbejáratának közvetlen közelében található egy alagút bejárata, amely az Albert-csatornához vezet. Ennek semmi köze az erődhöz, csak az Albert-csatorna szélesítésekor használták a teherautók földalatti oda- és kivezető útjaként, amivel a szerpentinen való körülményes megközelíthetőséget váltották ki.

## Fordítás
- Ez a szócikk részben vagy egészben  a   Schlacht von Fort Eben-Emael című német Wikipédia-szócikk ezen változatának fordításán alapul.  Az eredeti cikk szerkesztőit annak laptörténete sorolja fel. Ez a jelzés csupán a megfogalmazás eredetét és a szerzői jogokat jelzi, nem szolgál a cikkben szereplő információk forrásmegjelöléseként.